# Alchemilla laevipes
Alchemilla laevipes är en rosväxtart som beskrevs av A. Plocek. Alchemilla laevipes ingår i släktet daggkåpor, och familjen rosväxter. Inga underarter finns listade i Catalogue of Life.